# كارلوس روس
{
كارلوس روس (بالإسبانية: Carlos Ross)‏ (23 نوفمبر 1990 بكوبيابو في تشيلي - ) هو لاعب كرة قدم تشيلي في مركز جناح ‏. شارك مع منتخب تشيلي تحت 20 سنة لكرة القدم لعب سابقاً في نادي المجزل ومنتخب تشيلي لكرة القدم. أما مع الأندية، فقد لعب مع أوداكس إيتاليانو وخيمناسيا إسغريما دي ميندوزا ونادي أوهيجينس ونادي كوكيمبو أونيدو وDeportes Copiapó ‏ ونادي هبوعيل نوف هجليل ويونيون لا كاليرا وHusqvarna FF ‏.

## وصلات خارجية
- كارلوس روس على موقع قاعدة بيانات كرة القدم.إي يو (الإنجليزية)
- كارلوس روس على موقع ناشيونال فوتبول تيمز (الإنجليزية)
- كارلوس روس على موقع Soccerway.com (الإنجليزية)
- كارلوس روس على موقع عالم كرة القدم.نت (الإنجليزية)
- كارلوس روس على موقع AS.com (الإسبانية)